# Eidouranion

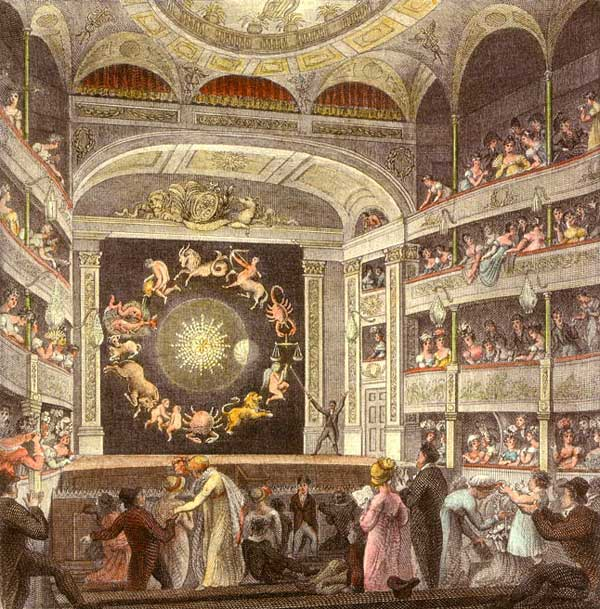
Vorführung im English Opera House, London 1817

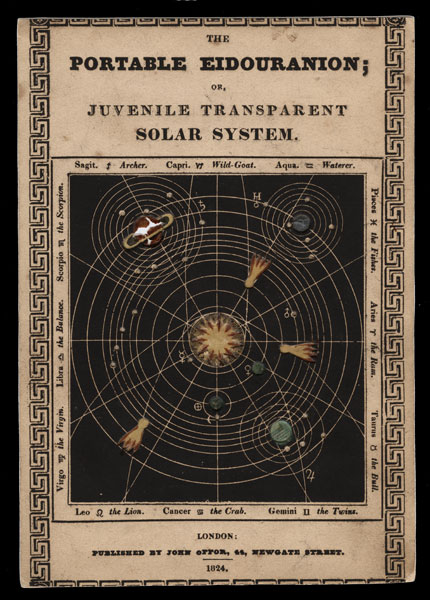
Titelseite des Buches von Adam Walker

Ein Eidouranion ist eine Vorläufererfindung der heutigen Planetarien. Es wurde 1770 von dem englischen Erfinder Adam Walker entwickelt.
Es handelt sich um eine Art transparentes Orrery, das an seiner Rückseite mit einem Projektor beleuchtet wird, um auf einer Leinwand die Bewegung der Himmelskörper darzustellen.
Meist wurde das Eidouranion zur Unterhaltung genutzt. Dabei wurde während der Vorführung vorgelesen und Musik gespielt.